# Elia Facchini
Giuseppe Pietro Facchini, detto Elia (Reno Centese, 2 luglio 1839 – Taiyuan, 9 luglio 1900), è stato un presbitero italiano martirizzato in Cina durante la sanguinosa Rivolta dei Boxer nell'anno 1900. Frate minore francescano, appartiene alla schiera dei 120 cosiddetti martiri cinesi, in particolare dei martiri detti dello Shanxi. È stato dichiarato santo il 1º ottobre 2000 da papa Giovanni Paolo II.

## Biografia
Terzo figlio di Francesco Facchini e della devotissima Marianna Guaraldi, ricevette il nome di battesimo di Giuseppe Pietro, poi modificato in frate Elia il 1º novembre 1854 in occasione del suo ingresso nell'Ordine francescano dei frati minori.
All'età di 18 anni, nel luglio del 1854, decise con stupore della famiglia di farsi frate: si recò quindi presso la Casa Provinciale dei Francescani di Bologna; da qui fu inviato a Rimini presso il Convento delle Grazie dove, il 1º novembre 1854, prese i voti di francescano diventando frate Elia. Fu al Convento delle Grazie che Elia conobbe il confratello frate Francesco Fogolla, con il quale s'instaurò una profonda amicizia e con il quale condivise, nel 1900, il martirio nella lontana Cina.

## Culto
È stato dichiarato santo il 1º ottobre 2000 da papa Giovanni Paolo II.
Il Martirologio Romano lo ricorda insieme agli altri martiri in Cina alla data del 9 luglio: "Santi Agostino Zhao Rong, sacerdote, Pietro Sans i Jordá, vescovo, e compagni, martiri, che in varie epoche e luoghi della Cina testimoniarono coraggiosamente il Vangelo di Cristo con la parola e con la vita e, caduti vittime di persecuzioni per aver predicato o professato la fede, furono ristorati al glorioso banchetto del cielo".